# Czarodziejski skarb
Czarodziejski skarb (ros. Волшебный клад, Wołszebnyj kład) – radziecki film animowany z 1950 roku w reżyserii Dmitrija Babiczenko.

## Fabuła
Młody i uczciwy pasterz o imieniu Bair strzegł stada owiec należących do chciwego kupca Gałsana. Pewnego razu, gdy chłopak udał się do pracodawcy po zasłużoną zapłatę, ten oszukał go i wygnał. Żar-ptak, którego dzielny pasterz Bair uratował ze szponów sępa, zaprowadził go do Trzech Czarnych Skał – do miejsca, gdzie znajduje się ukryty czarodziejski skarb.

## Obsada (głosy)
- Władimir Gribkow jako kupiec Gałsan
- Natalija Gicerot
- Aleksandra Panowa
- Władimir Bałaszow
- Erast Garin

## Animatorzy
Rienata Mirenkowa, Aleksandr Bielakow, Wiaczesław Kotionoczkin, Lidija Riezcowa, Wadim Dołgich, Fiodor Chitruk, Roman Dawydow, Roman Kaczanow, Giennadij Filippow, Dmitrij Biełow

## Wersja polska
Seria: Bajki rosyjskie (odc. 19)
W wersji polskiej udział wzięli:
- Włodzimierz Press jako kupiec Gałsan
- Jacek Kopczyński jako pasterz Bair
- Joanna Jędryka jako żona Gałsana
- Ryszard Olesiński

I inni
Realizacja:
- Reżyseria: Stanisław Pieniak
- Dialogi: Stanisława Dziedziczak
- Opracowanie muzyczne: Janusz Tylman, Eugeniusz Majchrzak
- Dźwięk: Robert Mościcki, Joanna Fidos
- Kierownictwo produkcji: Krystyna Dynarowska
- Opracowanie: Telewizyjne Studia Dźwięku – Warszawa
- Lektor: Krzysztof Strużycki